# Agata e la tempesta
Agata e la tempesta è un film del 2004 diretto da Silvio Soldini.

## Trama
In punto di morte la madre di Romeo, commerciante di abiti casual nei dintorni di Comacchio, rivela a questi di aver venduto in gioventù il suo primogenito a una benestante famiglia genovese tanti anni prima. Nella speranza di far rivedere il figlio alla madre per un'ultima volta, Romeo si reca in Liguria, allo scopo di ritrovare il fratello; è l'architetto Gustavo Torregiani che, una volta venuto a conoscenza della verità sul suo conto, si reca in Emilia per ritrovare le sue radici, mettendo in discussione tutta la sua vita, il suo lavoro (è intento a progettare un velodromo in Danimarca), i rapporti con la moglie Ines, psicologa e personaggio televisivo, e con la sorella maggiore Agata, donna indipendente e colta, proprietaria di una libreria nel capoluogo ligure, nella zona di San Lorenzo.
Innamorata del giovane Nico, Agata, che fa fulminare le lampadine e tutti i dispositivi elettrici al suo passaggio se colta da forti emozioni, raggiunge il fratello quando crede che lo spasimante l'abbia tradita. L'isolata casa a Cicognara, fittizia località ai Lidi di Comacchio, diventa così punto di ritrovo tra i diversi personaggi, che intrecceranno le loro storie e i loro sogni, progetteranno di costruire un grande vivaio e rimarranno uniti anche dopo l'improvvisa morte di Romeo.

## Il film

### Gli attori
Buona parte del cast aveva già lavorato in passato con Silvio Soldini: Licia Maglietta era stata protagonista de Le acrobate e di Pane e tulipani, e in quest'ultimo erano comparsi Giuseppe Battiston e Silvana Bosi ancora nel ruolo -cameo della madre di Battiston. Al pluripremiato film del 1999 avevano partecipato anche Marina Massironi e Giselda Volodi, mentre si registra il nuovo cameo di Fausto Russo Alesi nella parte di un marito abbandonato. Battiston, che anche lui aveva già lavorato con il regista in Pane e Tulipani, fu poi tra i protagonisti del successivo lungometraggio di Soldini, Giorni e nuvole (2007), al quale prese parte anche Nicoletta Maragno, conduttrice televisiva in Agata e la tempesta.
All'esordio con il regista milanese erano i giovani Claudio Santamaria e Monica Nappo, così come Emilio Solfrizzi e Remo Remotti, oltre all'attrice danese Ann Eleonora Jørgensen.
Soldini stesso compare in un cameo: è nel cinema in cui entra Agata, seduto tra gli spettatori, tra cui c'è anche il regista Luca Giberti.

### I luoghi
Le riprese si sono svolte tra il luglio e il settembre 2003. Buona parte del film è stata girata a Genova, mai nominata nel film, anche se l'accento di alcuni personaggi, i carruggi, una bandiera della Sampdoria, i riferimenti alla biologia marina, alla città di Chiavari e le continue esclamazioni su Cristoforo Colombo e belin rendono nota l'ambientazione. Ben riconoscibili sono la passeggiata panoramica nel quartiere di Carignano e, nella scena in cui Agata crede di vedere Nico baciarsi con un'altra donna, la centralissima Piazza De Ferrari; mentre quando Agata e Gustavo cenano in un ristorante, all'inizio del film, si trovano a Recco. In un'altra scena, quando Agata si ferma in auto con Maria perché crede di aver visto Nico ed è in realtà il suo sosia, si trovano tra la salita sul Ponte Caffaro e via Acquarone, nel quartiere di Castelletto. In un'altra immagine del film si intravede il Monumento a Vittorio Emanuele II in Piazza Corvetto. Dalle finestre dell'appartamento di Agata si intravedono il Duomo e i tetti del centro storico. Case e palazzi riempiono ogni veduta di Genova, ciò contrasta con l'isolamento della casa ai Lidi di Comacchio, nell'immaginaria località emiliana di Cicognara (le scene sono state girate a Lido di Volano, Bagnacavallo e Ravenna), anche se esiste una località con questo nome ma è una frazione di Viadana, in Lombardia.
Parte del film è stata girata poi a Londra, nel velodromo del Calshot Activities Centre, al Crowne Plaza Hotel e alle piste da bowling Megabowl Ltd, anche se nel film Gustavo si trova in Danimarca.

### Le musiche
Composta da Giovanni Venosta, la colonna sonora si avvale anche del brano della cantante statunitense Lhasa de Sela El pájaro (1998) in apertura, di Granada di Claudio Villa e di Pallottole d'amore, eseguita dal vivo dalla Compagnia dei cani scossi di Folco Orselli.

### Riferimenti a libri ed opere
Vengono citate, esplicitamente o meno, diverse opere letterarie:
- Espiazione, di Ian McEwan;
- Ivanhoe, di Sir Walter Scott;
- Il grande Gatsby, di Francis Scott Fitzgerald;
- Madame Bovary, di Gustave Flaubert;
- Una sola moltitudine, di Fernando Pessoa;
- Nanà, di Émile Zola;
- Racconti dimenticati, di Elsa Morante;
- Stupore e tremori, di Amélie Nothomb;
- I dolori del giovane Werther, di Johann Wolfgang Goethe;
- Vicino al cuore selvaggio, di Clarice Lispector.

Inoltre, nelle scene iniziali, Agata legge sul bus L'anima innamorata di Alda Merini, della quale peraltro Licia Maglietta era amica.

### Riferimenti aPane e tulipani
Vi sono alcuni rimandi al pluripremiato film di Soldini del 2000, Pane e tulipani: Silvana Bosi e Giuseppe Battiston interpretano ancora una volta madre e figlio. Ritorna un hotel di nome Rex, la cui insegna luminosa sembra fare un evidente riferimento alla barca nera adibita ad albergo nel quale alloggiava il personaggio di Battiston. Marina Massironi interpretava una massaggiatrice olistica e qui è una psicologa ed esperta di relazioni sotto l'influenza di religioni orientali.

## Riconoscimenti
Questo film è riconosciuto come d'interesse culturale nazionale dalla Direzione generale Cinema e audiovisivo del Ministero per i beni e le attività culturali e per il turismo italiano, in base alla delibera ministeriale del 15 settembre 2003.
- 2004 - David di Donatello
  - Candidatura Migliore attrice protagonista a Licia Maglietta
  - Candidatura Miglior attore protagonista a Giuseppe Battiston
  - Candidatura Migliore attrice non protagonista a Giselda Volodi
  - Candidatura Miglior attore non protagonista a Emilio Solfrizzi
  - Candidatura Miglior colonna sonora a Giovanni Venosta
  - Candidatura Miglior scenografia a Paola Bizzarri
  - Candidatura Migliori costumi a Silvia Nebiolo
  - Candidatura Migliori effetti speciali a Proxima

- 2005 - European Film Awards
  - Candidatura Audience Award - Migliore attrice a Licia Maglietta
- 2005 - Nastro d'argento
  - Candidatura Migliori costumi a Silvia Nebiolo